# 威德溫德冰川
威德溫德冰川（英語：Wildwind Glacier），是南極洲的冰川，位於維多利亞地的斯科特海岸，處於康沃伊山脈地區，寬6公里，流經斯塔滕島高地和雷澤巴克山，由新西蘭研究隊命名，現時由南極條約體系管理。